# ペイレーネー

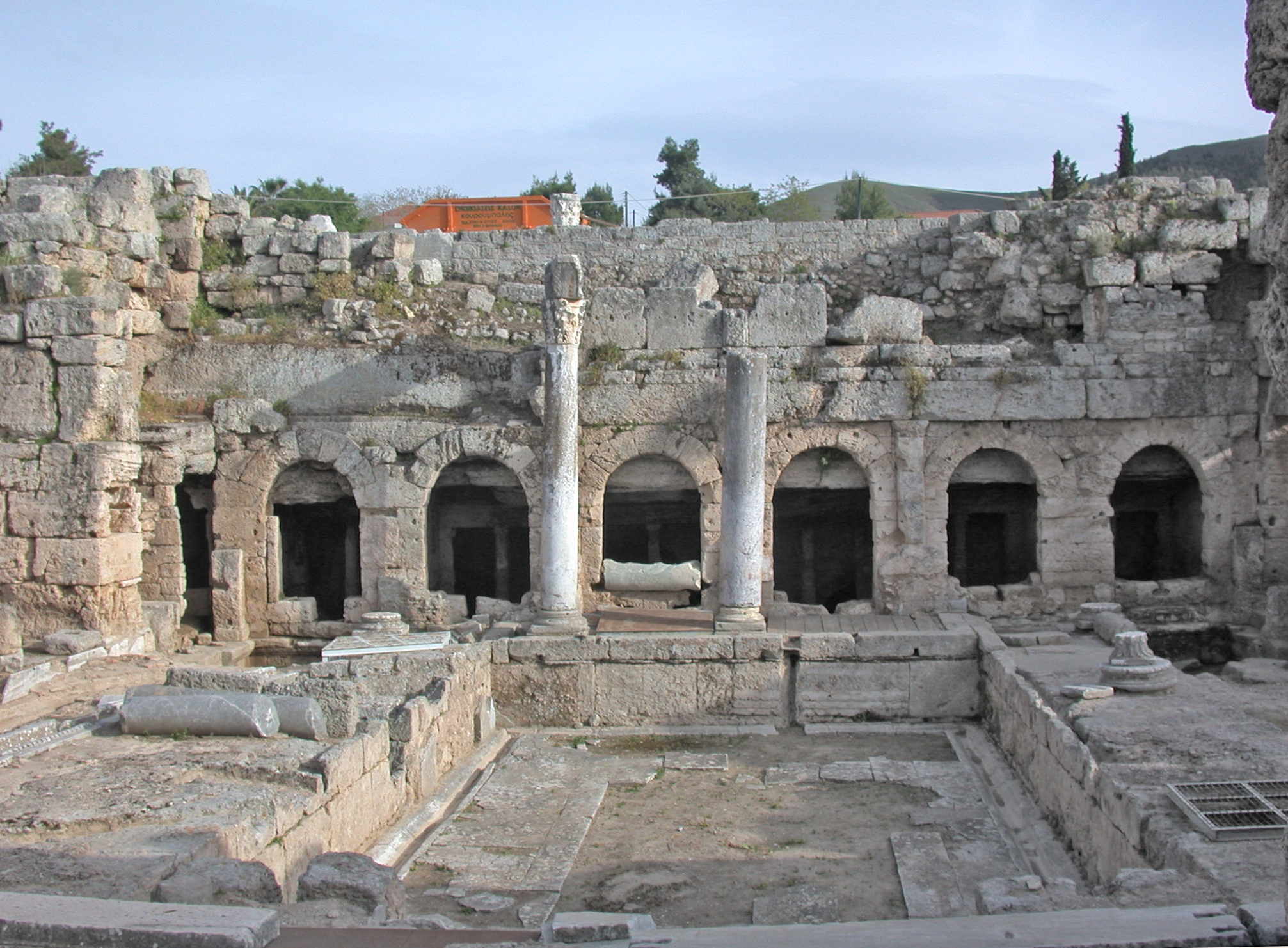
ペイレーネーの泉。

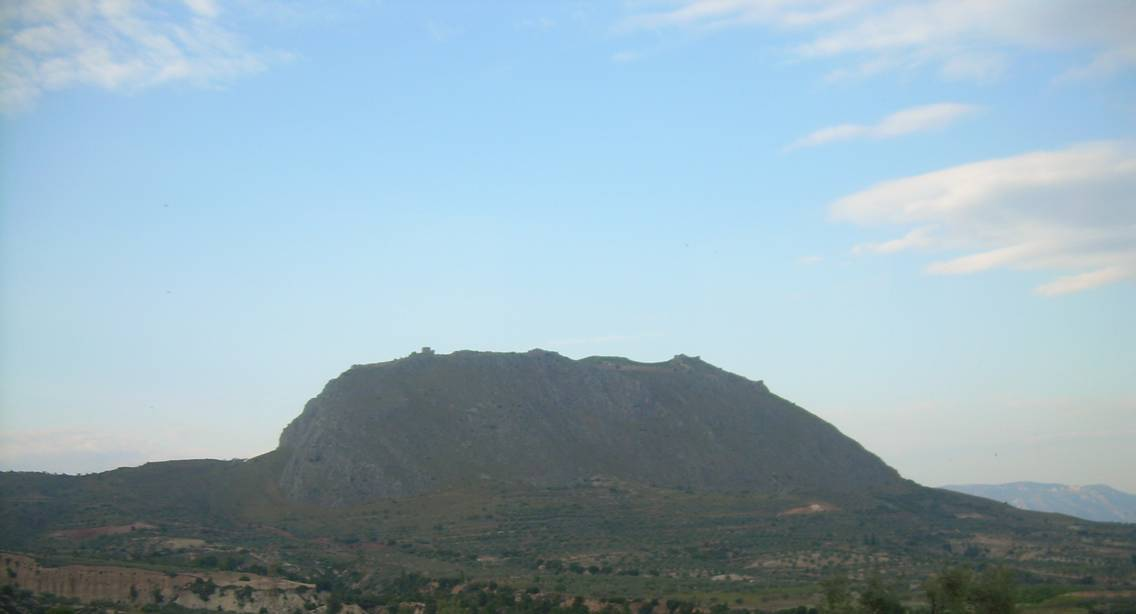
アクロコリントス。

ペイレーネー（古希: Πειρήνη, Peirēnē）は、ギリシア神話の女性。長母音を省略してペイレネとも表記される。
- 河神アケローオスあるいはアーソーポスの娘（以下に説明）。
- ダナオスの50人の娘たち（ダナイデス）の1人[1]。

ペイレーネー（Πειρήνη, Peirēnē）は、ギリシア神話の女性である。コリントスのペイレーネーの泉（en）の名祖。河神アケローオスの娘で、海神ポセイドーンとの間にレケースとケンクリアースを生んだ。コリントスの2つの外港レカイオン、ケンクレイアイはこの2人の名に由来する。またアルゴリス地方のケンクレイアイもケンクリアースに由来するという。
あるいはペイレーネーは河神アーソーポスとメトーペーの娘の1人、ヘーシオドスの作と伝えられている『大エーホイアイ』ではオイバロスの娘である。
神話によるとアルテミスが誤ってケンクリアースを殺してしまったので、ペイレーネーは嘆き悲しんで泣き続け、ついに泉になった。この泉はコリントス市内にあったが、一説によるとコリントス王シーシュポスがアーソーポスにアイギーナの情報と引き換えに、アクロコリントスにわき出させてもらった泉こそがペイレーネーの泉で、市内の泉はアクロコリントから地下を通ってわき出しているという。またベレロポーンがペーガソスを捕まえようとしたのはペイレーネーの泉でのことだった。